# Agada (lek)
Ten artykuł opisuje teorie, metody lub czynności niezgodne ze współczesną wiedzą medyczną.
Agada – w tradycji hinduskiej jest to określenie leku przywracającego zdrowie po zatruciu lub nazwa jednej z ośmiu dyscyplin, na jakie dzielona jest ajurweda, zajmującej się odtrutkami. Termin agada wywodzi się od pojęcia gada oznaczającego trucizny, a agada jest tłumaczona jako przeciw truciznom. Odpowiednikiem w medycynie może być toksykologiia, choć agada nie bada i nie opisuje trucizn a opiera się na założeniu istnienia odtrutki specyficznej dla danej trucizny i specyficznej dla danego człowieka. Tradycja agady jest rodzajem wierzeń lub tradycji ludowych i nie jest ściśle związana z praktyką religią choć bywa łączona z hinduizmem lub buddyzmem.
Agadatantra w tradycji hinduskiej oznaczają praktyki mające pomagać w przypadku zatruć powszechnych jak zatrucia wywołane przez jedzenie, ukąszenia węży, pogryzienia przez psy czy też ukąszenia owadów (pszczół). Jako twórcę agadatantry uznaje się Kaśjapie (Vriddhakaśjapa) z Taksili. Pierwotny tekst opisujący agadatantrę jest obecnie niedostępny jednakże odniesienia do tego tekstu, zwanego Kaśjapasanhita, można odnaleźć w wielu późniejszych tekstach. Mimo tej samej nazwy prawdopodobnie jest to inna księga niż Kaśjapasanhita o pediatrii. Inne teksty opisujące agadatantrę zostały napisane przez Alambayana, Ushana, Saunaka, czy Latyayana - brak jest tekstów oryginalnych ale istnieją komentarze lub teksty będące bezpośrednim odniesieniem do tych tekstów.
W tradycyj hinduskiej znana jest postać wiszawajdjdy, czyli „uzdrowiciela od trucizn”, który praktykuję agadę i jest uważny za specjalistę w dziedzinie toksykologii. W rzeczywistości wiedza takiej osoby jest przekazywana z pokolenia na pokolenie i jest w znacznej mierze ograniczona. Mieszkańcy mniejszych wiosek wciąż jednak wykorzystują tego rodzaju tradycyjne praktyki do radzenia sobie z pogryzieniami. Profesja wiszawajdjów wywodzi się z czasów starożytnych. Historycznie były to osoby zajmujące się ochroną rodziny królewskiej przed otruciem oraz sporządzające trucizny na zlecenie króla.